# Президентские выборы в Португалии (2016)
Президентские выборы в Португалии проходили 24 января 2016 года. Президент Анибал Каваку Силва по Конституции не мог баллотироваться на третий срок.
Марселу Ребелу ди Соза, которого поддерживали Социал-демократическая, Народная и Народная монархическая партии, получил 52 % голосов и был избран президентом уже в первом туре. Кроме этого Марселу победил практически во всех избирательных округах за исключением нескольких муниципалитетов на юге страны.

## Избирательная система и кампания
Президент Анибал Каваку Силва был уже два срока на посту, максимально возможное количество по Конституции страны.
Кандидат в президенты должен собрать 7,5 тыс. подписей в свою поддержку за месяц до выборов и представить их в Конституционный суд. 29 декабря 2015 года Конституционный суд подтвердил участие десяти кандидатов. Это стало самым длинным списков кандидатов в президенты за всю историю Португалии.
Для того, чтобы быть избранным, кандидат в президенты должен получить 50 % плюс один голос. Если никто из кандидатов не набирает нужного количества голосов в 1-м туре, проводится второй тур, в котором участвуют два кандидата, набравшие наибольшее число голосов в 1-м туре.
Всего было зарегистрировано 9,7 миллиона избирателей.

## Результаты
| Кандидат                                                                                        | Кандидат                        | Поддерживающие партии                                                          | 1-й тур   | 1-й тур |
| Кандидат                                                                                        | Кандидат                        | Поддерживающие партии                                                          | Голоса    | %       |
| ----------------------------------------------------------------------------------------------- | ------------------------------- | ------------------------------------------------------------------------------ | --------- | ------- |
|                                                                                                 | Марселу Ребелу ди Соза          | Социал-демократическая партия, Народная партия и Народная монархическая партия | 2 413 956 | 52,00   |
|                                                                                                 | Антониу Сампайо да Новоа        | Независимый, Португальская рабочая коммунистическая партия, LIVRE              | 1 062 138 | 22,88   |
|                                                                                                 | Мариза Матиаш                   | Левый блок, Альтернативное социалистическое движение                           | 469 814   | 10,12   |
|                                                                                                 | Мария ди Белем                  | Независимый                                                                    | 196 765   | 4,24    |
|                                                                                                 | Эдгар Силва                     | Португальская коммунистическая партия                                          | 183 051   | 3,94    |
|                                                                                                 | Виторино Силва                  | Независимый                                                                    | 152 374   | 3,28    |
|                                                                                                 | Пауло ди Морайс                 | Независимый                                                                    | 100 191   | 2,16    |
|                                                                                                 | Энрике Нето                     | Независимый                                                                    | 39 163    | 0,84    |
|                                                                                                 | Хорхе Сикейра                   | Независимый                                                                    | 13 954    | 0,30    |
|                                                                                                 | Кандидо Феррейра                | Независимый                                                                    | 10 609    | 0,23    |
| Всего действительных бюллетеней                                                                 | Всего действительных бюллетеней | Всего действительных бюллетеней                                                | 4 642 015 | 100.00  |
| Пустые бюллетени                                                                                | Пустые бюллетени                | Пустые бюллетени                                                               | 58 964    | 1,24    |
| Недействительные бюллетени                                                                      | Недействительные бюллетени      | Недействительные бюллетени                                                     | 43 588    | 0,92    |
| Всего (явка 48,66%)                                                                             | Всего (явка 48,66%)             | Всего (явка 48,66%)                                                            | 4 744 597 |         |
| Источник: ЦИК (Comissão Nacional de Eleições) Архивная копия от 3 марта 2016 на Wayback Machine |                                 |                                                                                |           |         |